# Röhrenbach (Gemeinde Rabenstein)
Röhrenbach ist eine Ortschaft in der Gemeinde Rabenstein an der Pielach in Niederösterreich.
Die Ortschaft befindet sich südlich von Rabenstein im Tal des Röhrenbaches, einem rechten Zufluss der Pielach, an dessen westlicher Flanke die Burgruine Rabenstein thront. Die Ortschaft besteht aus den Siedlungen Vorder-Röhrenbach, Mitter-Röhrenbach und Ober-Röhrenbach.

## Geschichte
Im Zuge der Revolution von 1848/1849 im Kaisertum Österreich kam die Ortslage von der Herrschaft Kirchberg an der Pielach zur Gemeinde Rabenstein an der Pielach.